# Purpuricenus temminckii
Purpuricenus temminckii es una especie de escarabajo longicornio del género Purpuricenus, tribu Trachyderini, familia Cerambycidae. Fue descrita científicamente por Guérin-Méneville en 1844.
Se distribuye por China, Estados Unidos, Japón y Corea. Mide 12,5-17 milímetros de longitud. El período de vuelo ocurre en los meses de abril, mayo, junio y julio. Parte de su dieta se compone de plantas de las familias Poaceae, Rhamnaceae y Rosaceae y la subfamilia Mimosoideae.